# マユール・ビハール・エクステンション駅
マユール・ビハール・エクステンション駅（英語  Mayur Vihar Extension。ヒンディー語：मयूर विहार विस्तार）は、インドデリーにあるデリー・メトロブルーラインの駅である。
| スタブアイコン | サブスタブ | この項目は、まだ閲覧者の調べものの参照としては役立たない、鉄道に関連した書きかけの項目です。この項目を加筆・訂正などしてくださる協力者を求めています（P:鉄道/PJ:鉄道）。 |